# Золотарь, Иван Фёдорович
Иван Фёдорович Золотарь (укр. Іван Федорович Золотар; 4 июля 1905, Старовеличковская, Таманский отдел, Кубанская область, Российская империя — 1 июля 1981, Москва, СССР) — советский военный деятель, сотрудник ВЧК-ГПУ-ОГПУ-НКВД-НКГБ-МГБ, полковник государственной безопасности.
Из рабочей семьи, в молодости батрачил на Кубани. В 1920 году вступил в РККА, служил во Всеобуче, а в том же году стал членом ВЛКСМ. В 1922 году поступил на службу в ВЧК (впоследствии — ГПУ, ОГПУ, НКВД, НКГБ, МГБ). В 1923 году стал кандидатом в члены ВКП(б), а в 1927 года был принят в партию. Служил в отделах ГПУ в различных регионах СССР. В 1936—1938 годах был начальником городского отдела НКВД по Новосибирской области в городе Ленинск-Кузнецкий. В 1937 году получил звание старшего лейтенанта государственной безопасности. Принимал активное участие в репрессиях, лично расстреливал осуждённых. В 1938 году арестован, исключён из партии, уволен с должности, приговорён к 5 годам исправительно-трудовых лагерей, сидел в Мариинском ИТЛ.
В 1942 году, после начала Великой Отечественной войны, освобождён по ходатайству руководства НКВД со снятием судимости и направлен в Отдельную мотострелковую бригаду особого назначения для проведения диверсий на оккупированных немцами территориях СССР. Участвовал в партизанском движении Белоруссии и был командиром отряда, базировавшегося под Минском. В 1943 году за участие в операции ликвидации генерального комиссара Белоруссии В. Кубе награждён орденом Ленина, и в том же году восстановлен в партии. В 1944—1945 годах был командиром соединения партизанских отрядов на территории Польши, действовавшего в районе городов Новы-Тарг и Новы-Сонч. После войны продолжил службу в органах госбезопасности, откуда был уволен в 1948 году в звании полковника. Затем работал в министерстве гражданского жилищного строительства РСФСР, а в 1951 году вышел на пенсию, где занимался написанием мемуаров. Скончался в возрасте 75 лет.

## Биография

### Молодые годы
Иван Фёдорович Золотарь родился 4 июля 1905 года в станице Старовеличковская. Родители: отец — партийный работник, мать — домохозяйка. По национальности — украинец (по другим данным — русский). Из рабочих, получил начальное (по другим данным — среднее) образование.
С октября 1917 года по апрель 1918 года — ученик на маслозаводе станицы Пластуновская Кубанской области. С апреля 1918 года по июнь 1918 года — ученик парикмахера в Екатеринодаре. С июня 1918 года по август 1918 года — батрак в станице Отрадно-Ольгинская, с сентября 1918 года по июнь 1919 года — прессовщик на маслозаводе станицы Пластуновская, с июня 1919 года по октябрь 1919 года — батрак в станице Пластуновская. С октября 1919 года по июнь 1920 года — жаровщик масла на маслозаводе в Краснодаре Кубано-Черноморской области. С августа 1920 года по октябрь 1920 года — безработный. В том же году вступил в ВЛКСМ.
В марте 1923 года стал кандидатом в члены ВКП(б), а в сентябре 1927 года принят в партию Кореновским районным комитетом ВКП(б) Кубанского округа.
В 1922—1937 годах был женат, но развёлся.

### Служба в органах госбезопасности
С 1920 года служил в РККА. С октября 1920 года по апрель 1922 года — политрук учебного центра Всевобуч станицы Платнировская Кубано-Черноморской области. В 1922 году в возрасте 17 лет поступил на службу в органы ВЧК-ОГПУ-НКВД. С апреля 1922 года по апрель 1926 года — помощник райуполномоченного ГПУ станицы Кореневская, с апреля 1926 года по ноябрь 1926 года — райуполномоченный ГПУ станицы Павловская, с ноября 1926 года по апрель 1927 года — райуполномоченный ГПУ станицы Уманская Северо-Кавказского края. С апреля 1927 года по октябрь 1927 года — помощник уполномоченного Окружного отдела ГПУ Краснодара. С октября 1927 года по ноябрь 1927 года — вахтенный рабочий на Бакинских нефтепромыслах. С ноября 1927 года по август 1929 года — оперуполномоченный областного отделения ГПУ в Степанакерте Азербайджанской ССР.
С августа 1929 года по сентябрь 1930 года — райуполномоченный ГПУ в селе Красный Кут, с сентября 1930 года по декабрь 1930 года — старший уполномоченный республиканского ГПУ в Покровске, с декабря 1930 года по ноябрь 1931 года — райуполномоченный ГПУ в Бальцере АССР Немцев Поволжья. С сентября 1931 года по февраль 1932 года — начальник районного отделения ГПУ в Пугачёве Нижне-Волжского края. С февраля 1932 года по июль 1932 года был студентом института водного транспорта в Саратове, окончив два курса и получив среднее инженерное образование. С июля 1932 года по ноябрь 1933 года — уполномоченный Особого отдела 43-й дивизии в Великих Луках Западной области. С ноября 1933 года по январь 1935 года — начальник районного отдела ГПУ в Славгороде Западно-Сибирского края. В 1934 году как прокурор Славгородского управления НКВД приводил в исполнение приговоры в отношении осужденных алтайских немцев и лично производил расстрелы.
С января 1935 года по ноябрь 1936 года — начальник районного отдела НКВД города Камень, а с сентября 1936 года по февраль 1938 года — начальник городского отдела НКВД по Новосибирской области в городе Ленинск-Кузнецкий. 22 августа 1937 года получил звание старшего лейтенанта государственной безопасности. Активно участвовал в проведении репрессий, выделялся особым рвением; в частности, по религиозной линии в отношении священников, а также в ходе «немецкой операции НКВД».

### Арест и заключение
В 1938 году шесть коммунистов тайно передали в Новосибирский обком ВКП(б) записку, в которой утверждалось, что Золотарь «фиктивно создал в Ленинске троцкистскую организацию и с применением к нам издевательств и пыток заставил нас подписать ложные протоколы допроса, в которых записаны как участники этой контрреволюционной организации почти весь актив города». 15 февраля того же года Золотарь был арестован «за дискредитацию органов и нарушение революционной законности», 5 марта исключён из партии, а 7 апреля уволен с должности начальника Ленинского горотдела НКВД. Преемник Золотаря на этом посту А. Г. Луньков стал известен фальсификацией «детского дела» на хулиганов-подростков из репрессированных семей, посадив по обвинению в создании «контрреволюционной фашистской организации» около 15 несовершеннолетних и собрав материалы на арест ещё 160 школьников, за что в 1939 году был приговорён к 7 годам лагерей, а в 1941 году был «срочно» освобождён со снятием судимости и отправлен на фронт.
Арест Золотаря произошёл не без участия исполняющего обязанности прокурора войск НКВД Западно-Сибирского округа М. М. Ишова, занимавшегося борьбой с фальсификаторами уголовных дел и в конце концом ими же и арестованного. Подчинённый Золотаря А. И. Савкин, впоследствии арестованный по «детскому делу», на следствии показывал, что тот проявлял «особую жестокость» как к арестованным, так и к самим чекистам. Основная же претензия к Золотарю заключалась в том, что казнённых даже не удосуживались толком захоронить; так, арестованный бывший начальник УНКВД по Новосибирской области Г. Ф. Горбач, впоследствии расстрелянный, свидетельствовал, что в Ленинске-Кузнецком «приговора в исполнение были приведены в таком месте и так, что на второй день какой-то человек натолкнулся на место, где был обнаружен труп».
13 октября 1938 года военный трибунал Западно-Сибирского округа пограничных и внутренних войск НКВД на закрытом судебном заседании в Новосибирске постановил, что Золотарь «в повседневной своей работе допускал грубые нарушения революционной законности, производил аресты ряда лиц без тщательной проверки и наличия на них компроматериала», «вопреки директивным указаниям НКВД по вопросам режима конвоировал арестованных из тюрьмы в баню в массовом порядке на открытых машинах по оживлённой части города, в связи с чем на улицах собирались толпы людей, в том числе жены и родственники заключённых», «присвоил из вещественных доказательств охотничье ружье „Зауэр“ и незаконно произвёл арест двух милиционеров и вопреки существующему положению поместил их в одну камеру с арестованными за контрреволюционные преступления», «систематически пьянствовал, наносил оскорбления и побои сотрудникам горотдела и телефонной станции, вступал в интимные отношения с подчиненными сотрудниками, незаконно хранил у себя дома 1000 боевых патронов к револьверу „Наган“», постановив лишить его звания и приговорил к 5 годам лишения свободы в исправительно-трудовых лагерях без поражения в правах. По оценкам историков, Золотарь был наказан именно за расконспирирование фактов расстрелов и сокрытия тел убитых, а не за участие в репрессиях.

### В партизанском движении
Проведя почти четыре года в Мариинском ИТЛ, 13 января 1942 года Золотарь был досрочно освобождён комиссией Президиума
Верховного Совета СССР по помилованию со снятием судимости по «особому ходатайству» руководства НКВД и направлен в распоряжение председателя 4-го управления НКВД П. А. Судоплатова, занимавшегося после начала Великой Отечественной войны формированием диверсионных групп в составе Отдельной мотострелковой бригады особого назначения для заброски в немецкий тыл на оккупированные территории СССР.
— Когда началась война, меня вызвал Берия: «Подберите опытных, порядочных и честных людей, которые сидят сейчас в лагерях ни за что ни про что, и используйте их в нашей работе».
— Это говорил Берия, который их же загнал в лагеря?
— Не забывайте, первые удары мы получили не от него. От Ежова.
— И вы занялись вызволением… 
— «Оттуда» шли заявления: у меня есть опыт борьбы с немцами, у меня — партизанской борьбы, а то и войны в Испании… Когда встал вопрос о том, что нужны опытные работники для руководства теми, кого мы посылаем в тыл противника, недостатка в кадрах мы не испытывали.
— Вы называли Берии имена тех, кого знали лично? Или вам приносили списки арестованных чекистов?
— С этим я к Берии вообще не ходил. Сам выбирал, в основном из тех, кто присылал заявления. А их была не одна сотня. Большую группу таких чекистов мы дали Медведеву — человек шесть-семь.
— Прямо из тюрьмы?
— Им давали возможность отдохнуть, прийти в себя, повидаться с семьями, и уже потом они уходили в тыл к немцам. Воевали эти люди замечательно. Серебрянский, Гуро, Золотарь — всех их я вытащил из тюрьмы.Из интервью П. А. Судоплатова, 1993 год.
С января по март находился в резерве НКВД в Москве. Имел псевдонимы «Пастухов», «Артур». В апреле 1942 года был заброшен под Минск, где возглавил спецгруппу «Артур» и стал заместителем командира партизанской бригады «Дяди Коли» П. Г. Лопатина по разведке. В апреле 1943 года во главе опергруппы 2-го отдела из 10 человек был выброшен с самолёта в районе озера Палик в Борисовском районе Минской области. В звании майора был командиром сводного отряда имени Ф. Э. Дзержинского, составленного из нескольких партизанских групп и достигавшего численности порядка 150 человек. Участвовал в подготовке и осуществлении убийства генерального комиссара Белоруссии В. Кубе, осуществлённой 22 сентября 1943 года Е. Г. Мазаник при участии Н. В. Троян и М. Б. Осиповой. 29 октября 1943 года именно за участие в этой операции был награждён орденом Ленина, а 1 декабря того же года восстановлен комиссией партийного контроля в партии со стажем с 1927 года.
С июля 1944 года по март 1945 года был командиром крупного соединения партизанских отрядов численностью более 500 человек, который действовал против немецких войск в Польше и Чехословакии. Заместителем Золотаря по разведке был подполковник П. Р. Перминов, по политической части — старший лейтенант И. М. Таранченко, по строевой — старший лейтенант А. Н. Ботян. Отряд базировался в районе городов Новы-Тарг и Новы-Сонч, где совершал диверсии в отношении немецкой военной инфраструктуры. По оценкам историков, Золотарь ответственен за подрыв и фактически полное разрушение замка Новы-Сонча, в котором располагался немецкий склад боеприпасов.
К этому можно лишь добавить, что, во-первых, накануне взрыва среди горожан, живших в домах недалеко от замка, по нашей просьбе местные патриоты пустили слух: в ночь на 18 января мост, расположенный рядом с замком, будут бомбить советские самолёты, и во избежание ненужных жертв надо на сутки покинуть жилье. Хитрость удалась: в момент взрыва все ближайшие дома опустели. К счастью, ни один дом не был разрушен, и только стекла у тех, что были близко расположены, высадило взрывной волной, да крыши немного взвихрило. А из людей ни один не пострадал. Этим взрывом мы нанесли по гитлеровским войскам двойной удар. Начиная с 16 января через Новый Сонч потянулись войска второго эшелона. В ночь с 17 на 18 января у переправы через Дунаец, у наружной стены замка скопились сотни гитлеровцев и большое количество машин, фурманок, автобусов, самоходных орудий. В момент взрыва и люди и транспорт оказались под толстым слоем камня. Общее количество убитых и раненых во время взрыва среди отступавших частей и в 1017-м охранном батальоне, находившемся во дворе замка, было более 400 человек, среди покалеченных, доставленных в местный гарнизонный госпиталь, только тяжелораненых оказалось 53 человека.И. Ф. Золотарь, «Друзья познаются в беде», 1973 год.
В последующие годы подрыв замка в Новы-Сонче стали увязывать с операцией по спасению Кракова (для его разрушения якобы немцами и была приготовлена взрывчатка), за которую Ботян в 2007 году получил звание «Герой Российской Федерации».

### Последующая жизнь
С 1944 года работал в органах НКГБ-МГБ. Участвовал в борьбе с «конкурирующими» партизанами из Армии Крайовой. Дослужился до полковника. С апреля 1945 года по июль 1945 года — старший оперуполномоченный 4-го управления МГБ СССР, с августа 1945 года по декабрь 1946 года — начальник 2-го отдела управления МГБ в Душанбе Таджикской ССР, с января 1947 года по июнь 1948 года — заместитель начальника 2-го отдела управления МГБ в Тамбове. После трёх лет службы в июле 1948 года был уволен из органов по состоянию здоровья. В ноябре 1948 года стал инженером инспекции при министре и начальником секретного отдела в министерстве гражданского жилищного строительства в Москве. В августе 1951 года вышел на пенсию.
В отставке занимался написанием мемуаров о своих подвигах на войне, не раскрывая фактов о своей уголовной предвоенной деятельности; его фронтовые рассказы отличаются неполной правдивостью, так, участники убийства Кубе уклонялись от встречи с Золотарём ввиду его непорядочности в отношении исторических фактов. Часто посещал Польшу. В последние годы жил в Москве. Скончался в июле 1981 года.

## Награды
Советские
- Орден Ленина (29 октября 1943 года, указом Президиума Верховного совета СССР) — «за образцовое выполнение боевых заданий в тылу противника и проявленные при этом доблесть и мужество»[67].
- Орден Отечественной войны I степени (5 ноября 1944 года, указом Президиума ВС СССР)[68].
- Медаль «За отвагу» (20 сентября 1943 года, указом Президиума ВС СССР)[69].
- Знак «Почётный работник ВЧК-ГПУ» (25 августа 1937 года, приказом НКВД СССР)[70].
- В общей сложности награждён семью орденами и медалями СССР[71], в том числе орденом Красного Знамени, орденом Красной звезды, медалью «Партизану Отечественной войны» I степени[72].

Иностранные
- Орден «Крест Грюнвальда» III степени (17 января 1964 года, постановлением Государственного совета Польской Народной Республики) — «за заслуги в борьбе с гитлеровскими оккупантами в партизанских отрядах на территории Польши»[73][74].
- Медаль «Партизанский крест»[75].
- Почётный гражданин города Новы-Сонч (8 ноября 1962 года)[76]. Лишён 21 марта 2018 года в связи с совершением действий «в ущерб польскому народу» как ответственный за взрыв замка Новы-Сонча[77].
- Почётный гражданин города Новы-Тарг (26 января 1968 года)[78]. Лишён 18 июля 2014 года в связи с совершением действий «в ущерб польскому народу и независимому польскому государству»[79].
- Также был удостоен почётного гражданства гмины Кросценко-над-Дунайцем и города Щавница[80][59].